# 각다귀하목
각다귀하목(Tipulomorpha)은 파리목 모기아목의 한 하목으로 각다귀 등을 포함하고 있다.

## 하위 분류
현존하는 과
5개의 현존 과로 구성되어 있다.
- 각다귀상과 (Tipuloidea) 
  - Cylindrotomidae
  - Pediciidae
  - 애기각다귀과 (Limoniidae)
  - 각다귀과 (Tipulidae)
- 어리각다귀상과 (Trichoceroidea)
  - 어리각다귀과 (Trichoceridae)

멸종된 과
- Eopolyneuroidea
  - Eopolyneuridae (트라이아스기 후기)
  - Musidoromimidae (트라이아스기 후기)
- Tipulodictyoidea
  - Tipulodictyidae (트라이아스기 후기)
- Tanyderophryneoidea
  - Tanyderophryneidae (쥐라기 중기)